# Adenosinmonophosphat-Desaminase-Mangel
Der Adenosinmonophosphat-Desaminase-Mangel (AMP-Mangel) ist eine sehr seltene angeborene Stoffwechselerkrankung mit Mangel an AMP-Desaminase.

## Ursache
Je nach zugrunde liegender Mutation können folgende Typen unterschieden werden:
- Mangel in der Skelettmuskulatur mit Mutationen im AMPD1-Gen auf Chromosom 1 Genort p13.2.[2] Diese Form wird auch Myoadenylatdesaminase-Mangel genannt.
- Mangel in den Erythrozyten mit Mutationen im AMPD3-Gen auf Chromosom 11 Genort p15.4.[3]

## Verbreitung
Die Häufigkeit ist nicht bekannt. Die muskuläre Form gilt als häufigste angeborene Muskelerkrankung der weißen Bevölkerung mit 1 zu 50–100 im Gegensatz zu 1 zu 40‘000 bei Afroamerikanern.
Die Vererbung beider Formen erfolgt autosomal-rezessiv.

## Erythrozytäre Form
Der Mangel dieser AMP-Desaminase wurde zusammen mit erniedrigtem Plasmaspiegel der Harnsäure beschrieben. Klinische Auswirkungen entstehen nicht.
Die Erstbeschreibung stammt aus dem Jahre 1987 durch den Japaner N. Ogasawara und Mitarbeiter.